# Eclecticismo

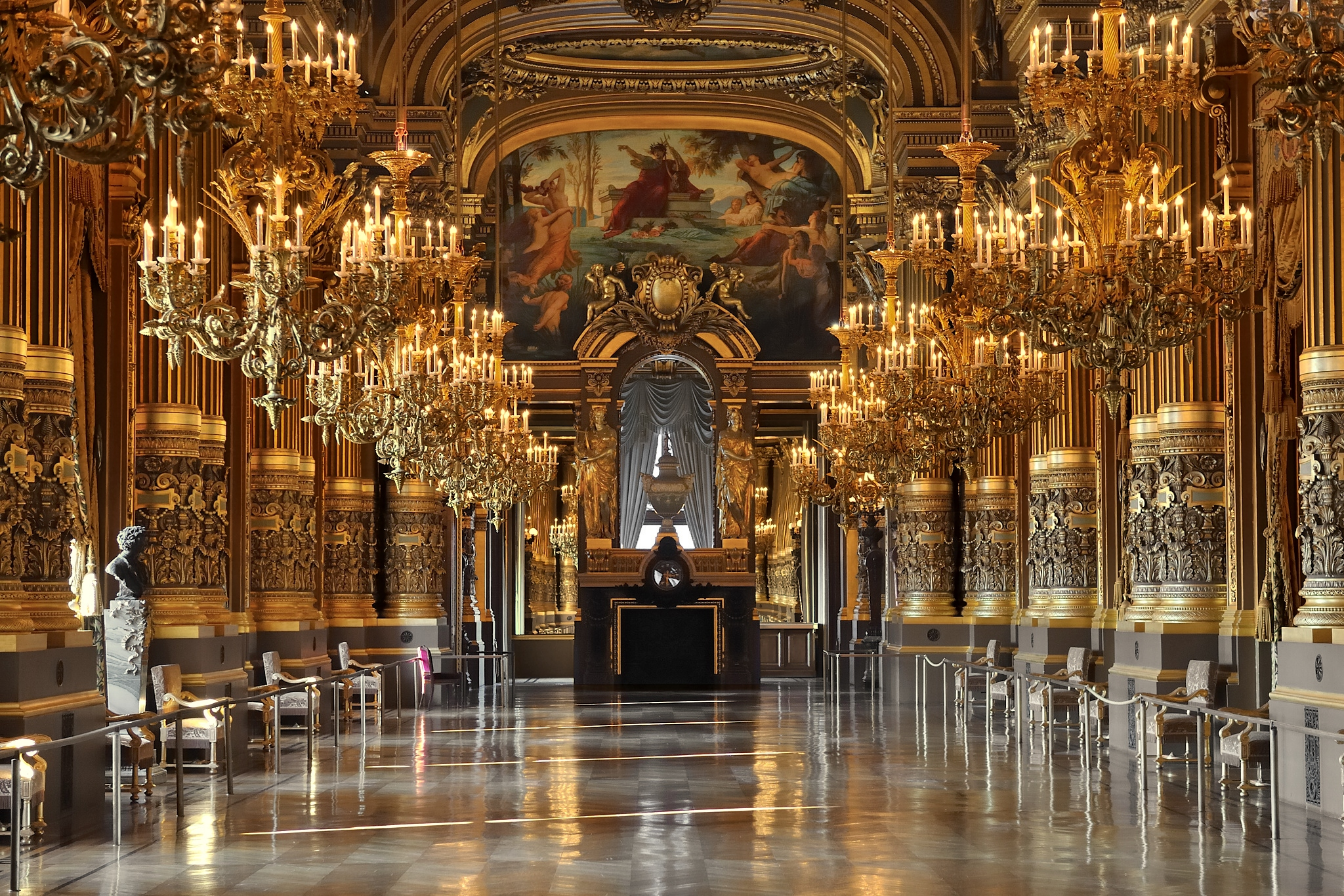
Gran salón del Palacio Garnier, la ópera de París.

La palabra eclecticismo viene del griego ἐκλέγω eklégō  (“recogido, escogido, selecto, excelente, de élite, designado, excelso, puro, santo”) + -ismo (actividad, doctrina, sistema). En la Escolástica es utilizado el término eklectós (elegido), en el sentido de elegido de Dios, pero el historiador Dionisio de Halicarnaso usa eklectikoi en el sentido de «los que escogen».
Es una escuela filosófica que procura conciliar las doctrinas que parecen mejores o más verosímiles, aunque procedan de diversos sistemas. En resumen, el eclecticismo filosófico es un enfoque conceptual que consiste en combinar o tratar de armonizar opiniones, teorías, tesis, estilos e ideas derivadas de distintos sistemas filosóficos para obtener información complementaria de un tema o para crear algo nuevo que no se adapta a una realidad única o preexistente.

## Definición
El eclecticismo es un enfoque conceptual que no se atiene rígidamente a un paradigma o un conjunto de supuestos, sino que se basa en múltiples teorías, estilos, ideas para obtener información complementaria de un tema, o aplica diferentes teorías en casos particulares. Además, el eclecticismo no exige hacer nuevos descubrimientos, ni inventar nuevas hipótesis. Es, más bien, un profundo análisis de lo que otros descubrieron y aceptar solo lo que les parece verdadero (para poder diferenciar lo verdadero usan el individualismo racional para juzgar los principios de un sistema, su mejor guía es la experiencia) y provechoso de cada uno de ellos para conciliar en una sola doctrina los elementos de diferentes corrientes filosóficas. 
En general, su objeto de estudio es el conocimiento, el cual se obtiene mediante la conciliación de teorías o ideas anteriores y contrarias, tomando de cada una de ellas lo más aceptado para organizar otra teoría. Es importante para la teoría del conocimiento porque permite estar abierto a escuchar y aprender diferentes posturas, y con base a estas juzgar la información y apropiarse de la que se ajuste mejor a cada criterio.

## Historia y desarrollo
El eclecticismo se desarrolló en Grecia a partir del siglo II a. C. Diferentes corrientes estaban inmersas en un enfrentamiento dialéctico y retórico de ideas, por lo que surgió como una forma de sintetizar, reunir y escoger los hallazgos, las principales ideas y los criterios proporcionados por las diferentes doctrinas filosóficas de diferentes escuelas pertenecientes a la filosofía clásica: presocráticos, Sócrates, Platón y Aristóteles. 
Comienza con Empédocles y con Anaxágoras, quienes fueron seguidores de distintas corrientes de las cuales se hicieron mutuas concesiones y se tomó lo mejor de cada corriente para llegar a un punto intermedio. En principio, era una forma de sintetizar los aportes de cada una de las escuelas de pensamiento de la antigüedad. Durante el periodo helénico, las tres grandes escuelas de ese periodo (el estoicismo, epicureísmo y escepticismo), aun en desacuerdo con varios postulados, muestran un acuerdo fundamental en sus conclusiones prácticas: Por ejemplo: el fin del hombre es la felicidad, que consiste en la ausencia de turbación por las pasiones. Este dio terreno a limar los antagonismos de dichas doctrinas, a excepción de los epicúreos, que se mantuvo fiel al maestro. Este tipo de pensamiento fue muy practicado por los romanos. Un ejemplo de ello lo constituye Cicerón, quien aplicó los principios del estoicismo, del escepticismo y de los peripatéticos sin atenerse dogmáticamente a una teoría en concreto, sino eligiendo libremente en cada caso un modo de actuación según su propia conciencia y las circunstancias.
No tuvo éxito en su época, y lejos de producir unidad de doctrinas dio paso a los sofistas y a los escépticos. Aunque también fue puesto en práctica durante la Edad Media, el siglo XVIII y el siglo XIX, especialmente gracias a la influencia de los escritos de Cicerón a partir del Renacimiento. Durante la Edad Media, el eclecticismo se puso en práctica a través de la combinación de pensamientos cristianos e islámicos, o cristianos y grecorromanos. Ya a finales de la Edad Media, el maestro de la Devotio moderna, Maestro Eckhart, formuló un sistema de filosofía cristiana basado en Aristóteles, sus comentaristas árabes medievales, el neoplatonismo y la Cábala o mística hebrea. Luego se desarrolló dentro del movimiento de la Ilustración, en el siglo XVIII, como alternativa a la tradición escolástica medieval; dentro del movimiento de la Ilustración se encuentra el filósofo y escritor Denis Diderot, que en el artículo "Éclecticisme" de la Enciclopedia describió el espíritu crítico del eclecticismo en estos términos:

Un filósofo que deja de lado el prejuicio, la tradición, lo antiguo, el consenso universal y la autoridad -en pocas palabras, todo lo que subyuga el entendimiento- y se atreve a pensar por sí mismo.

En España, se desarrolló en el seno de la Ilustración del siglo XVIII como única escuela alternativa a la escolástica dominante para no suscitar los recelos de la Inquisición, oponiéndose a los dogmas religiosos sin renunciar al criticismo ilustrado, y en ese sentido destacan pensadores como Benito Jerónimo Feijoo o el médico Andrés Piquer.
Incluso más adelante, en el siglo XIX, rebrotó aún el eclecticismo en Francia a través de la obra del filósofo francés Victor Cousin (1792-1867), quien trató de unir el idealismo de Emmanuel Kant, la filosofía del sentido común y las doctrinas inductivas de René Descartes.
También Ortega y Gasset defendió el eclecticismo en términos ético-políticos cuando hablaba de la división de izquierdas y de derechas (hemiplejía moral).

## Características principales
- Defiende la verdad.
- Busca la conciliación o síntesis dialéctica entre dos o más doctrinas.
- Busca la forma de evitar la adscripción a teorías particulares, en otras palabras, busca eliminar los fanatismos a una sola idea o ideología.
- Las diferentes teorías sufren una pérdida de identidad particular al unirlas para crear una teoría de síntesis nueva.
- Siempre tiene un concepto contrapuesto hacia la verdad.
- Se usa como un método de aprendizaje para dar la apertura de la enseñanza y divulgación de las nuevas teorías relacionadas con las ciencias y con la filosofía.
- Rechaza el sectarismo (la intransigencia en defender una idea o ideología) y el dogmatismo (una presunción de quienes quieren que su doctrina o sus aseveraciones sean tenidas por verdades inconcusas).
- Permite crear un criterio de verdad que justifica la pluralidad de verdades.

## Principales autores
- Uno de sus representantes más conocidos, Antíoco de Ascalón (130-68 a. C.), compaginó el estoicismo (dominio y control de los hechos, cosas y pasiones que perturban la vida) y escepticismo (actitud de desconfianza o duda que se manifiesta frente a la verdad o la eficacia de algo).
- Panecio de Rodas (185-110 a. C.) combinó platonismo y estoicismo.
- Clemente de Alejandría y Orígenes combinaron la metafísica griega y las ideas judeocristianas de las Sagradas Escrituras.
- Filón de Alejandría: se esforzó por conciliar la Biblia con la filosofía griega, valiéndose para ello de las ideas platónicas.
- Cicerón: estoicismo, escepticismo, y peripatéticos (seguía las enseñanzas de Aristóteles).
- Santo Tomás de Aquino combinó las ideas aristotélicas con las cristianas.

## Otros casos de eclecticismo
- En la arquitectura: se refiere como eclecticismo a la tendencia a utilizar elementos arquitectónicos de diferentes estilos y épocas en un solo edificio. Este tipo de propuestas estéticas estuvo muy vigente en el siglo XIX, que demoró en hallar un estilo propio y, por ello, apeló al revisionismo histórico. Algunos ejemplos de la arquitectura ecléctica:
  - En Inglaterra se desarrolló el interés por lo exótico y la tendencia a la combinación de los distintos estilos del pasado.
    - En Francia la arquitectura ecléctica propuso modelos neogóticos y neobarroco.
    - El Teatro Colón de Buenos Aires, en Argentina, en el cual se combinan elementos de la arquitectura del Renacimiento italiano, así como rasgos característicos de la arquitectura francesa y alemana.

- En el arte: en el arte también se habla de eclecticismo cuando los artistas incorporan elementos de otras tendencias plásticas y los combinan entre sí. Una técnica artística que se podría considerar ecléctica es el collage. En realidad, en ninguno de estos casos el eclecticismo representa un estilo en sí mismo, sino apenas una técnica. Por esa razón, puede haber obras y artistas eclécticos en diferentes períodos de la historia.
- Durante la enseñanza: se seleccionan diferentes métodos y teorías que se acerquen a las necesidades del programa según la edad de los estudiantes y los temas que se quieran abarcar.
- La manera de vestir
- Psicología: diversas teorías y métodos para estudiar y pronosticar un caso
- El eclecticismo entre las diferentes religiones se denomina sincretismo religioso, y entre diferentes ideologías políticas se denomina sincretismo político. Ambos son un fenómeno social frecuente.
- Las artes marciales mixtas (MMA) son un ejemplo de deporte ecléctico.
- Los géneros de música: El mestizaje mezcla dos o más géneros musicales para formar un nuevo estilo con carácter propio.